# Christoph von der Ropp (General)
Christoph Fromhold von der Ropp (* nicht ermittelt; † 1728 oder 13. Februar 1729) war ein russischer General. 

## Leben
Christoph von der Ropp war ein Angehöriger des baltischen Adelsgeschlechts von der Ropp. Sein gleichnamiger Vater war kursächsischer Oberst und Besitzer von Kumpallen und Antonosz in Litauen. Seine Mutter Ursula Eva war eine geborene von Rappe. 
Er trat 1703 unter Zar Peter dem Großen in die russische Armee ein. 1707 wurde er Oberstleutnant und Adjutant von Alexander Danilowitsch Menschikow. 1708 wurde er Oberst und Kommandeur eines Dragonerregiments. 1716 wurde er Brigadier, 1719 Generalmajor und schließlich 1726 als Generalleutnant Gouverneur von Smolensk.
Er besaß seit 1725 Pogranicz, seit 1726 Brunowischki und Milszuny in Litauen.

## Fußnote
1. ↑  Bernd Baron von der Ropp: Ropp, Barone beziehungsweise Freiherren von der. In: Neue Deutsche Biographie (NDB). Band 22, Duncker & Humblot, Berlin 2005, ISBN 3-428-11203-2, S. 33 f. (Digitalisat).
2. ↑  Baltische Historische Kommission (Hrsg.): Eintrag zu Ropp, Christoph* Friedrich v. der. In: BBLD – Baltisches biografisches Lexikon digital.

| Personendaten    | Personendaten                    |
| ---------------- | -------------------------------- |
| NAME             | Ropp, Christoph von der          |
| ALTERNATIVNAMEN  | Ropp, Christoph Fromhold von der |
| KURZBESCHREIBUNG | russischer General               |
| GEBURTSDATUM     | 17. Jahrhundert                  |
| STERBEDATUM      | 1728 oder 13. Februar 1729       |